# Astragalus rivashensis
Astragalus rivashensis är en ärtväxtart som beskrevs av Maassoumi. Astragalus rivashensis ingår i släktet vedlar, och familjen ärtväxter. Inga underarter finns listade i Catalogue of Life.